# 致仕
致仕是指古代東亞官員退休。中文中，另有致事、致政、休致等多个同義詞。和现代退休制度最大的不同在於，古代政府通常不会为低階退休官员提供年金形式的养老金。

## 中国
《禮記·曲禮上》記「大夫七十而致仕」。中國古代官員一般致仕的年龄为七十岁，有疾可提前。对于官员是否强制退休、退休年龄，历代政府规定不尽相同。宋太宗時「朝廷之制，七十致仕」，宋朝官員七十歲可告老還鄉，享恩蔭可蔭補，每月退休金是原來俸祿的一半。退休前可升一階官職，少數可由皇帝特批升兩階。退休後遇朝廷大禮或皇帝登基、慶壽等大典，可再升一階。年過七十歲沒有主動退休會被御史臺糾察令其退休，並取消蔭補優惠。
《北史·韦孝宽传》：韦孝宽“每以年迫悬车，屡请致仕。”北宋陈执中出任陈州郡守，认为录事参军蔡黄裳年紀大，要他自请退休；蔡黄裳本來不肯，但不敵陈执中威胁，只得被迫致仕，晚年流寓陈州。
明朝初期，朱元璋时，文武官员可在六十岁时退休。此后，部分世袭武官，可在五十岁退休。明孝宗时规定，官员可在四十岁时提出退休。

## 致仕待遇
官員致仕退休後，可依在職時薪俸領取退休年金，一般而言分以下三種狀況：
1. 領半俸－正常情況無過失年老致仕，一般而言都領半俸，所得替代率5成。
2. 領全俸－年老致仕，而皇帝又認為該官員有功，可以特別恩旨領取全俸，並且安排使用朝廷驛站返鄉。在古時自費長途返鄉通常是極為耗財費力，常有客死途中之事，故准許使用驛站安全快速返鄉亦為皇帝一種恩賜。宋朝作出特殊貢獻者，文臣自承務郎（九品）以上，武官從三班使臣（九品）以上，退休後均可享受全俸養老。[2]
3. 無俸－犯錯被皇帝下旨或「部議」勒令強迫革職，只是稍顧慮該官員面子稱致仕，就沒有任何退休年金。